# Le Quatrième Cavalier
 (février 2025).
Si vous disposez d'ouvrages ou d'articles de référence ou si vous connaissez des sites web de qualité traitant du thème abordé ici, merci de compléter l'article en donnant les références utiles à sa vérifiabilité et en les liant à la section « Notes et références ».
Le Quatrième Cavalier est le deuxième roman historique de la série Les Histoires saxonnes de Bernard Cornwell, publié en 2005.
Son action se déroule au IXe siècle, dans le Wessex et en Cornouailles. Seigneur Uhtred de Bebbanburg arrive à la cour du roi d'Alfred de Wessex, pour proclamer sa victoire sur le chef danois, Ubba Lothbrokson, et découvre que l'Ealdorman Odda le Jeune du Defnascir a pris la gloire pour lui-même et a été nommé chef des gardes du corps d'Alfred.

## Résumé
876-878 : Uhtred, qui s'ennuie pendant la paix entre Alfred et le roi du Danemark, Guthrum, va faire une série de raids dans en Cornouailles. Il arrive dans un village gouverné par le roi Britannique Peredur, qui embauche Uhtred et ses hommes pour combattre une invasion de danois dirigée par Svein Cheval Blanc. Uhtred et Svein s'allient cependant pour tuer Peredur et piller son royaume, et Uhtred enlève la femme de Peredur, la reine de l'ombre Iseult. Un moine nommé Asser, qui était à la cour de Peredur, est témoin de la trahison et s'échappe à Dyfed au pays de Galles. Uhtred et Svein naviguent ensuite jusqu'à la côte de Land's End, où ils se séparent. Svein va à Cynuit, lieu de la mort d'Ubba, et Uhtred à la côte du pays de Galles où il capture un navire chargé de trésors. Il retourne à sa maison auprès de sa femme Mildrith, où, grâce à son trésor, il fait construire une grande salle et rembourse sa dette à l'église.
Le Witan convoque Uhtred à une audience avec le Roi Alfred à Cippanhamm, où il est accusé d'avoir utilisé un navire du roi pour faire un raid contre les Bretons avec qui le Wessex est en paix. Cette accusation est fondée sur le témoignage d'Asser, qui a s'est rendu jusqu'à la cour d'Alfred. Uhtred est aussi faussement accusé d'avoir attaqué l'abbaye de Cynuit, à la suite d'un faux témoignage du guerrier Steapa Snotor, qui est fidèle à Odda le Jeune, l'ennemi d'Uhtred. Pour régler le litige, une lutte à mort est commandée entre Uhtred et Steapa. Pendant le duel, Uhtred porte seulement son épée, alors que Steapa est entièrement armé. Le duel s'arrête lorsque l'armée de Guthrum attaque et la foule est dispersée. Uhtred, Leofric et Iseult se cachent dans les champs jusqu'à la tombée de la nuit, puis ils entrent à Cippanhamm et libèrent leur amie Eanflæd, et la nonne Hild.
Tous les cinq se promènent pendant quelques semaines, jusqu'à ce qu'ils atteignent les marais de Athelney. Alors qu'ils entrent dans le marais, Guthrum lui-même attaque Uhtred et les mystérieux passagers d'une barque. Uhtred lutte héroïquement contre l'évasion sur un bateau qui transporte Leofric, lui-même et un autre passager sur une île dans le marais. Ce passager s'avère être le Roi Alfred . Uhtred devient le garde du corps d'Alfred et, pour quelques mois, ils se cachent dans le marais, diffusant la nouvelle que le Roi est encore en vie, en espérant qu'assez d'hommes trouveront leur chemin pour rejoindre l'armée d'Alfred. Lorsque Svein ancre sa flotte à l'embouchure de la Rivière Parret à proximité de leur cachette, Uhtred lance une attaque surprise contre Svein, au cours de laquelle sa flotte est brûlée et beaucoup de ses hommes sont noyés. Plus tard, ils assemblent l'armée d'Alfred et combattent à la Bataille de Ethandun. Alfred reprend le Wessex, après qu'Uhtred ait joué un rôle majeur dans la mort de Svein Cheval Blanc. Cependant, au cours de la bataille, Leofric et Iseult sont tous deux tués.

## Personnages
- Uhtred : protagoniste et narrateur
- Le roi Alfred de Wessex (Alfred le Grand) : roi du Wessex
- Leofric : capitaine de l'Heahengel, l'un des navires de la flotte du Wessex
- Iseult : reine de l'ombre de Cornwall
- Le père Beocca : prêtre et ami de la famille
- Guthrum le Malchanceux : roi danois
- Svein du Cheval Blanc : chef danois
- Haesten : Dane capturé et libéré par Uhtred,qui rejoint plus tard Guthrum. Haesten est un personnage historique
- Ragnar Ragnarsson : fils de l'ancien maître d'Uhtred, meilleur ami d'Uhtred
- Odda le Jeune : fils d'Odda l'Aîné, Ealdorman de Defnascir
- Steapa Snotor (le Sage) : garde du corps d'Odda le Jeune
- Le père Pyrlig : prêtre gallois et ancien guerrier
- Ælswith : femme d'Alfred de femme
- Eanflæd : prostituée sauvée par Uhtred à Cippanhamm
- Æthelflæd : fille d'Alfred
- Æthelwold : neveu d'Alfred et ami de Uhtred
- Hild : nonne sauvée par Uhtred à Cippanhamm
- Mildrith : femme d'Uhtred
- Le frère Asser :  moine gallois et ennemi de Uhtred